# Sarcenas
Sarcenas is een gemeente in het Franse departement Isère (regio Auvergne-Rhône-Alpes) en telt 160 inwoners (2005). De plaats maakt deel uit van het arrondissement Grenoble.

## Geografie
De oppervlakte van Sarcenas bedraagt 8,0 km², de bevolkingsdichtheid is 20,0 inwoners per km².
De onderstaande kaart toont de ligging van Sarcenas met de belangrijkste infrastructuur en aangrenzende gemeenten.

## Demografie
Onderstaande figuur toont het verloop van het inwonertal (bron: INSEE-tellingen).